# Juan Guartem
Juan Guartem fue un pirata renegado español que asaltó los asentamientos españoles en el Virreinato de Nueva España a finales del siglo XVII, su incursión más notable fue contra Chepo en 1679.
Según figura en los registros españoles, Juan Guartem viajó río arriba por el río Mandinga con los bucaneros Eduardo Blomar y Bartolomé Charpes.  Una vez que lograron cruzar el istmo de Panamá, llegaron al pueblo costero de Chepo y luego saquearon el pueblo antes de quemarlo en 1679.
Aunque las autoridades de la Ciudad de Panamá enviaron fuerzas de la guardia española, no lograron capturarlos cuando los bucaneros escaparon hacía la jungla. Pese a ello, los tres fueron juzgados como reos ausentes por el Virrey y condenados a muerte; Guartem y sus dos socios fueron ahorcados en efigie en Santa Fé de Bogotá al año siguiente. 
A pesar de esto, Guartem y los demás piratas continuaron atacando asentamientos en toda la costa norte y sur de Panamá. 